# ブリーズ (カイリー・ミノーグの曲)
『ブリーズ』(Breathe)は、オーストラリアの歌手カイリー・ミノーグの楽曲で、6枚目のスタジオ・アルバム『インポッシブル・プリンセス』に収録されている。1998年3月16日にアルバムから3枚目のシングルとして発売され、デコンストラクションから発売された最後のシングルになった。「ブリーズ」はミノーグとデイヴ・ボール、インゴ・ヴァウクが共同で書き上げ、ボールとヴァウクがプロデュースした。この曲はシンセサイザーとキーボードが鳴り響くエレクトロニカの楽曲である。歌詞は熟考と冷静さの間を駆け巡ることについて歌っている。「ブリーズ」は音楽評論で好意的な評価を受け取り、いくつかはこの曲をアルバムの中でも傑出したものとして、その歌詞やヴォーカルについて称賛した。
オーストラリア、ニュージーランド、イギリスなどで発売され、オーストラリアでは23位、イギリスでは14位を記録した。2000年のシングル「スピニング・アラウンド」が発売されるまではイギリスでは最後のチャートイン・シングルだった。キーラン，イヴァンスがミュージック・ビデオを監督し、ビデオではミノーグが空間を浮いて漂っており、CGIによって作られた螺旋のエフェクトが使われている。ビデオはその視覚効果とプロダクションに高い評価が集まった。ミノーグはこの曲を『トップ・オブ・ザ・ポップス』で披露しており、その後1998年の「インティメイト・アンド・ライヴ」ツアー、2003年の『マネー・キャント・バイ』、2018年のアルバム『ゴールデン』のプロモーション・ツアーなどでセットリストに入っている。

## 背景と作曲
「ブリーズ」は熟考と感情を隠す事について歌っている。歌詞はミノーグが1995年に彼氏のStéphane Sednaouiと東京に旅行に行った際に書き上げられた。ミノーグはこの曲のアイデアが浮かんだ背景について彼女の女友達が沈黙する事に対して恐れを抱いていると語った事を挙げ、「その子は「あなたが静かな時、実はあなたは煩いという事に気づいてない」と言ったの。彼女が頭の中にある考えがはっきりしないと感じた時、考えを巡らせ「何を間違っていたのかを決める」というのは彼女にとって典型的な事だったの」と語った。
ミノーグとデイヴ・ボール、インゴ・ヴァウクによって書かれた「ブリーズ」はオリジナルのアルバム・ヴァージョンでは4分32秒あったが、ラジオ・エディットでは3分39秒に短縮されただけでなく、オリジナルのBPMである90から速くなって105になっている。ミノーグは間奏部分をシンセサイザーとキーボードで作曲した 。リヴィングストン・ブラウンはベース・ギターを演奏し、スティーヴ・サイドリンクがドラムを叩いている。その他の演奏楽器についてはボールとヴァウクによるもの。この曲は「トゥー・ファー々とともにミノーグが初めてプロデュースに携わった作品となった 。「ブリーズ」はイングランドのロンドンにあるボールとヴァウクのホームスタジオで録音され、追加の録音はメイフェア・スタジオで行われた。ミノーグはアメリカのシカゴに飛び、アメリカのDJトッド・テリーのリミックスのためにヴォーカルを新しく録音した。
「ブリーズ」はエレクトロニカの楽曲であり、それはアルバム曲の「セイ・ヘイ」との速度の比較の際に挙げられることがある。『インポッシブル・プリンセス』のスペシャル・エディションのライナーノーツに寄稿したトム・パーカーによれば、「ブリーズ」は「催眠効果のあるような繊細さと時間を超越したような魅力的なエレクトロニック・グルーヴであり、熟考と解明のテーマに沿っている」としている。ビルボードのラリー・フリックは曲について「ユーザーに優しい曲」であり、「ビック・ビートのエレクトロニック・グルーヴと耳をくすぐるようなポップ・コーラスがその要因だろう」としている。

## 収録曲
| オーストラリア/イギリス CD1 1. "Breathe" (radio edit) – 3:39 2. "Breathe" (Tee's Freeze Mix) – 6:59 3. "Breathe" (Nalin & Kane Remix) – 10:11 4. "Breathe" (album mix) – 4:38 オーストラリア/イギリス CD2 1. "Breathe" (radio edit) – 3:39 2. "Breathe" (Sash! club mix) – 5:20 3. "Breathe" (Tee's radio edit) – 3:29 4. "Did It Again" (video) – 4:15 | ヨーロッパ CDシングル / イギリス カセット・シングル 1. "Breathe" (radio edit) – 3:39 2. "Breathe" (Sash! club mix edit) – 3:43 ヨーロッパ マキシ・シングル 1. "Breathe" (radio edit) – 3:39 2. "Breathe" (Tee's radio edit) – 3:39 3. "Breathe" (Tee's Freeze Mix) – 6:59 4. "Breathe" (Sash! club mix) – 5:20 5. "Breathe" (Nalin & Kane Remix) – 10:11 |

## パーソネル
パーソネルはマキシ・シングルのライナーノーツから引用。

### 曲のクレジット
- Kylie Minogue – ヴォーカル、ソングライティング、シンセサイザー、キーボード
- Dave Ball – ソングライター、プロデューサー、その他楽器の演奏
- Ingo Vauk – ソングライター、プロデューサー、その他楽器の演奏
- Livingstone Brown – ベース・ギター
- Steve Sidelnyk – ドラム・パーカッション
- Richard Lowe – エンジニア、ミキシング
- Sunny Lizic – エンジニア、ミキシング

### カバーのクレジット
- Kylie Minogue – モデル
- Stephane Sednaoui – 撮影、デザイン
- Farrow Design – スリーブ・プログラミング

## チャート
| チャート (1998年)                        | 最高位 |
| ---------------------------------------- | ------ |
| オーストラリア (ARIA)                    | 23     |
| ヨーロッパ (Eurochart Hot 100)           | 70     |
| スコットランド (Official Charts Company) | 14     |
| UK シングルス (OCC)                      | 14     |

## ノーツ
1. ↑  ミノーグはAn Interview with Kylie Minogueの中で「ブリーズ」「セイ・ヘイ」「ブリーズ」を共同プロデュースおよび共作曲したが、クレジットからは名前が外されたと語った[1]。

### 情報源
- An Interview with Kylie Minogue (Promo CD) (Media notes). Kylie Minogue. United Kingdom: Deconstruction Records. 1997. KM002 (Product number). 2018年9月25日時点のオリジナルよりアーカイブ. 991.comより閲覧.{{cite AV media notes}}:  CS1メンテナンス: cite AV media (notes) のothers (カテゴリ)
- Bodey, Michael (2015). Eddie: The rise and rise of Eddie McGuire. Hachette Book Group. ISBN 978-073-363-2693
- Baker, William; Minogue, Kylie (7 November 2002). Kylie: La La La. London, United Kingdom: Hodder & Stoughton. ISBN 0-340-73439-6
- Smith, Sean (13 March 2014). Kylie. London, United Kingdom: Simon & Schuster. ISBN 978-147-113-5804.  オリジナルの6 April 2015時点におけるアーカイブ。 2015年4月3日閲覧。